# Грінбеквілл (Вірджинія)
Грінбеквілл (англ. Greenbackville) — переписна місцевість (CDP) в США, в окрузі Аккомак штату Вірджинія. Населення — 173 особи (2020).

## Географія
Грінбеквілл розташований за координатами 38°0′30″ пн. ш. 75°23′30″ зх. д. / 38.00833° пн. ш. 75.39167° зх. д. (38.008340, -75.391623).  За даними Бюро перепису населення США в 2010 році переписна місцевість мала площу 1,40 км², з яких 1,34 км² — суходіл та 0,06 км² — водойми.

## Демографія
Згідно з переписом 2010 року, у переписній місцевості мешкали 192 особи в 80 домогосподарствах у складі 57 родин. Густота населення становила 137 осіб/км².  Було 145 помешкань (104/км²).
Расовий склад населення:
| - 95,3 % — білих - 2,1 % — чорних або афроамериканців |

До двох чи більше рас належало 2,6 %. Частка іспаномовних становила 1,0 % від усіх жителів.
За віковим діапазоном населення розподілялося таким чином: 17,2 % — особи молодші 18 років, 63,5 % — особи у віці 18—64 років, 19,3 % — особи у віці 65 років та старші. Медіана віку мешканця становила 43,3 року. На 100 осіб жіночої статі у переписній місцевості припадало 81,1 чоловіків;  на 100 жінок у віці від 18 років та старших — 80,7 чоловіків також старших 18 років.
Цивільне працевлаштоване населення становило 125 осіб. Основні галузі зайнятості: виробництво — 100,0 %.